# Leifia

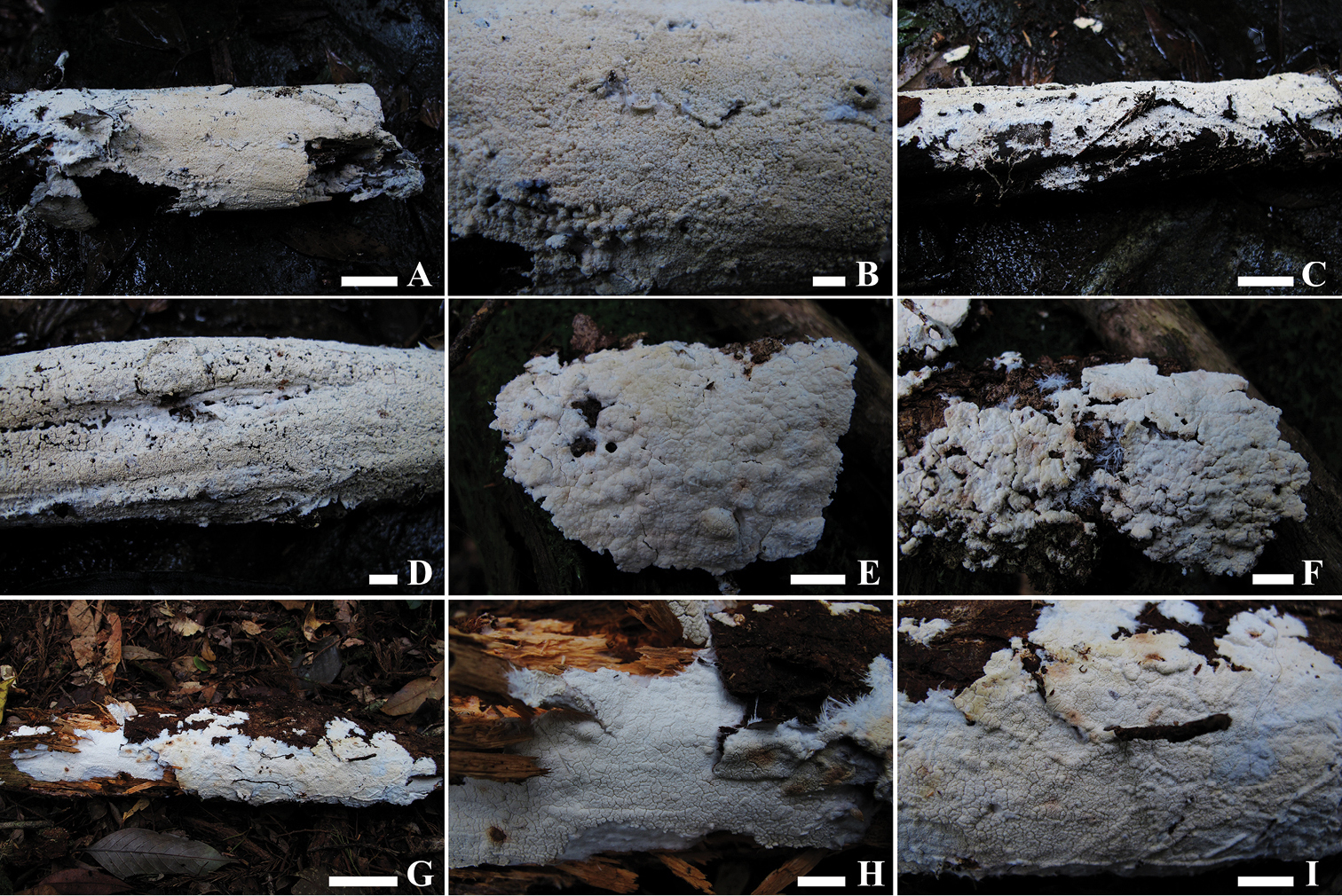
Leifia

Leifia är ett släkte av svampar som beskrevs av James Herbert Ginns. Leifia ingår i familjen Rickenellaceae, ordningen Hymenochaetales, klassen Agaricomycetes, divisionen basidiesvampar och riket svampar.
Släktet innehåller bara arten Leifia flabelliradiata.